# Szew łzowo-małżowinowy
Szew łzowo-małżowinowy (łac. sutura lacrimoconchalis) – szew czaszki łączący kość łzową z małżowiną nosową dolną.
U człowieka położony jest w ścianie kanału nosowo-łzowego, łącząc odcinek przedni dolnego brzegu kości łzowej z wyrostkiem łzowym małżowiny nosowej dolnej.